# Год опасной жизни (фильм)
«Год опасной жизни» (англ. The Year of Living Dangerously, другое название — «Год, опасный для жизни») — австралийский кинофильм 1982 года, снятый режиссёром Питером Уиром. Экранизация одноимённого романа Кристофера Коха. Главные роли исполнили Мэл Гибсон и Сигурни Уивер. В 1984 году фильм выиграл премию «Оскар» в номинации «Лучшая женская роль второго плана».

## Сюжет
Гай Хэмилтон, молодой корреспондент австралийской радиостанции, получает своё первое назначение и прибывает в индонезийскую Джакарту. Здесь он знакомится со своими коллегами из Великобритании, США и Новой Зеландии, однако поначалу ему не везёт, поскольку его предшественник, уставший от жизни в Индонезии, отбыл, не введя Хэмилтона в курс дела и даже не удосужившись предоставить ему свои контакты. Тем не менее, благодаря своему новому другу Билли Квану, Гаю удаётся сделать несколько хороших репортажей и даже взять сенсационное интервью у лидера Коммунистической партии. Однажды Билли знакомит Гая с Джилл Брайант, красивой молодой сотрудницей британского посольства. Постепенно они понимают, что влюблены друг в друга.

## В ролях
- Мэл Гибсон — Гай Хэмилтон
- Сигурни Уивер — Джилл Брайант
- Линда Хант — Билли Кван
- Майкл Мёрфи[англ.] — Пит Кёртис
- Билл Керр — полковник Хендерсон
- Ноэль Феррье — Уолли О’Салливан
- Бембол Роко — Кумар
- Пол Сонккила — Кевин Кондон

## Награды и номинации
- 1983 — участие в основном конкурсе Каннского кинофестиваля
- 1983 — премия Австралийского киноинститута за лучшую женскую роль второго плана (Линда Хант), а также 12 номинаций
- 1983 — премия Национального совета кинокритиков США за лучшую женскую роль второго плана (Линда Хант)
- 1984 — премия «Оскар» за лучшую женскую роль второго плана (Линда Хант)
- 1984 — номинация на премию «Золотой глобус» за лучшую женскую роль второго плана (Линда Хант)
- 1984 — номинация на премию Гильдии сценаристов США за лучшую адаптированную драму (Кристофер Кох, Питер Уир, Дэвид Уильямсон)

## Съёмки
Большая часть фильма была снята на Филиппинах.

## Музыка
Кроме музыки Мориса Жарра, в фильме звучат композиция Вангелиса (L’Enfant) и несколько рок-н-ролльных и блюзовых песен: «Whole Lotta Shakin' Goin' On» (Джерри Ли Льюис), «Be Bop A Lula» (Джин Винсент), «Ain’t That Lovin' You Baby» (Джимми Рид), «Long Tall Sally» и «Tutti-Frutti» (Литтл Ричард).